# Eleutherospermum
Eleutherospermum là chi thực vật có hoa trong họ Apiaceae.